# Nada (1979)
Nada è il sesto album da studio (terzo tra gli album omonimi) della cantante italiana omonima, pubblicato nel 1979.

## Il disco
L'album conclude il trittico realizzato dopo la pausa dall'attività musicale durata circa tre anni, nei quali l'artista labronica si è dedicata alla recitazione. Questa fase creativa contrassegnata da un ritorno al pop, seppur in chiave decisamente moderna, non ottiene grandi risultati di vendite, nonostante l'apprezzamento della critica; una sorte migliore arride ai singoli estratti da questo lavoro, ovvero Pasticcio universale e Dolce più dolce, che riscontrano un buon successo.
Il disco è influenzato dalle sonorità più in voga all'epoca nel mondo musicale anglosassone, ovvero la disco music, il rock, il country rock (Anche Se Fosse) e il funky.
Tra i collaboratori di Nada nell'album, sono da segnalare alcuni ex componenti del complesso Libra (Centofanti, Kappa, Martino), al tempo apprezzati turnisti, che contribuiscono con contenuti musicali appresi durante la loro esperienza statunitense, nonché il cantautore Mauro Lusini, compositore da solo, o a più mani, di cinque dei nove brani in scaletta.

## Tracce

### Lato A
1. Pasticcio universale – 4:51 (Maurizio Piccoli, Mauro Lusini)
2. Dolce più dolce – 4:12 (Mauro Lusini)
3. Tentazioni – 4:06 (Centofanti, Maurizio Piccoli, Martino)
4. Anche se fosse (Cori scritti da Maurizio Piccoli) – 5:11 (Romolo Forlai)

### Lato B
1. Candida follia – 4:32 (Piccoli, Lusini)
2. Quando sarò – 3:48 (testo: Paolo Amerigo Cassella – musica: Mauro Lusini)
3. Fandango (Cori scritti da Mauro Lusini) – 3:47 (Maurizio Piccoli)
4. Noi – 4:30 (Piccoli, Lusini)
5. Febbre senza malattia – 3:57 (Centofanti, Piccoli, Martino)

## Formazione
- Nada – voce
- Carlo Pennisi – chitarra (tracce 1, 3 e 4), chitarra elettrica (traccia 6)
- Fernando Fera –  chitarra acustica (traccia 3), chitarra (traccia 4)
- Vincenzo Mancuso - chitarra elettrica (tracce 5 e 9), chitarra (tracce 7, 8)
- Dino Kappa – basso (tracce 1-9)
- Walter Martino – batteria (tracce 1-9), cori (traccia 4), percussioni (tracce 1, 5 e 9), tamburello (traccia 6)
- Alessandro Centofanti – tastiera (tracce 1-3, 5, 8 e 9), pianoforte (tracce 1, 4), Fender Rhodes (tracce 3, 5-9), organo Hammond (traccia 4)
- Mauro Chiari – armonica (traccia 4), cori (traccia 4)
- Antonio Marangolo – sassofono tenore (tracce 2 e 9)
- Federico Troiani – voce (traccia 1), cori (traccia 4)
- Claudio Balestra – cori (tracce 2, 3, 5-9)
- Giancarlo Balestra – cori (tracce 2, 3, 5-9)
- Mauro Balestra – cori (tracce 2, 3, 5-9)
- Mauro Lusini – cori (tracce 4 e 9)
- Douglas Meakin – cori (traccia 5)